# Southampton Central
Southampton Central – główna stacja kolejowa w mieście Southampton w hrabstwie Hampshire, na liniiach South Western Main Line, West Coast Way i Wessex Main Line. Stacja jest zelektryfikowana (trzecia szyna).

## Ruch pasażerski
Ze stacji korzysta 4 294 330 pasażerów rocznie (dane za okres od kwietnia 2021 do marca 2022). Posiada bezpośrednie połączenia z Dorchester, Bristolem, Weymouth, Exeterem, Plymouth, Penzance, Bournemouth, Cardiff, Salisbury i  Londynem. Pociągi odjeżdżają ze stacji w odstępach godzinnych w każdą stronę.

## Obsługa pasażerów
Kasy biletowe, automaty biletowe, poczekalnie, WC, bankomaty, bar, bufet, przystanek autobusowy (bezpłatne połączenie z centrum miasta i dokami), postój taksówek, telefon, sklepy, dworcowa komenda policji. Stacja dysponuje parkingiem samochodowym na 182 miejsca oraz parkingiem rowerowym na 160 miejsc.